# Viaduc de la Voulte
Le viaduc de la Voulte est un viaduc ferroviaire français lancé au-dessus du Rhône, entre les communes de Livron-sur-Drôme Drôme et celle de La Voulte-sur-Rhône, en Ardèche mais entièrement situé sur le territoire de celle-ci.
Lors de son inauguration, en 1955, cet ouvrage était le plus long pont-rail du monde en béton précontraint.

## Toponymie
Le nom de ce pont est lié à celui de la commune de La Voulte-sur-Rhône qui, à ce niveau du fleuve, occupe les deux rives.

## Premier pont (1860-1944)
L'idée d'établir un pont ferroviaire pour franchir le Rhône entre les villes de Livron et La Voulte apparait dans les années 1850.

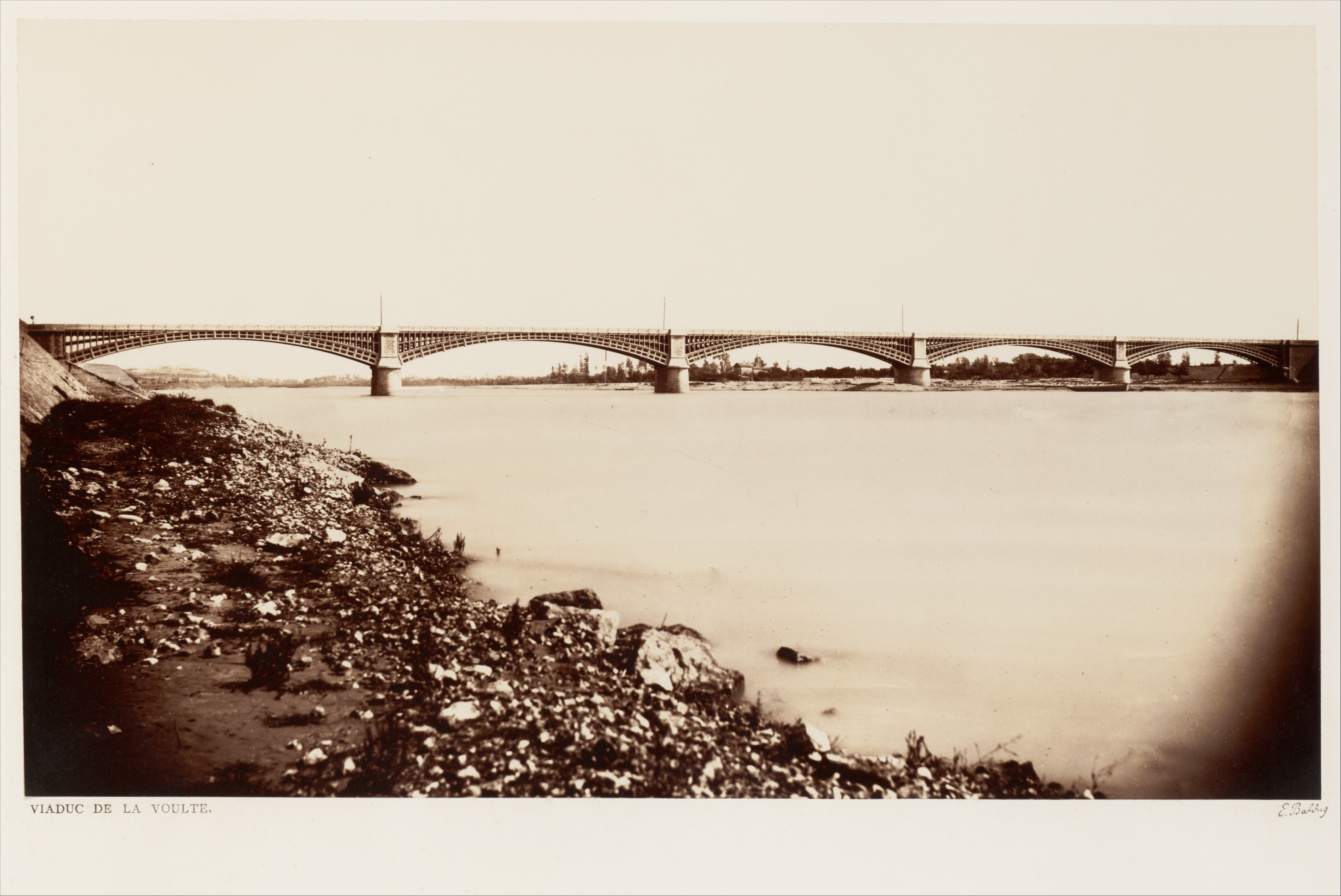
Le viaduc de La Voulte en 1860.

Un premier ouvrage est construit au début des années 1860 par la société Parent, Schaken, Caillet et Cie. Il se compose de cinq arches en fonte d'environ 55,60 m d'ouverture, établies sur quatre piles et deux culées en maçonnerie fondées à l'air comprimé. La desserte de voyageurs commença pour la ligne Livron-Privas, le 1er mars 1862.
Cette ligne porte une voie unique de raccordement entre les gares de Livron et de La Voulte. En raison de l'augmentation progressives des charges roulantes, l'ouvrage devient rapidement insuffisant car il ne répond plus aux nouvelles exigences du transport. De plus, ses cinq arches en fonte présentaient des fissures en de nombreux endroits. Il a été consolidé en 1922-1924 à l'aide de béton puis il fut finalement détruit lors d'un bombardement en 1944.

## Pont actuel

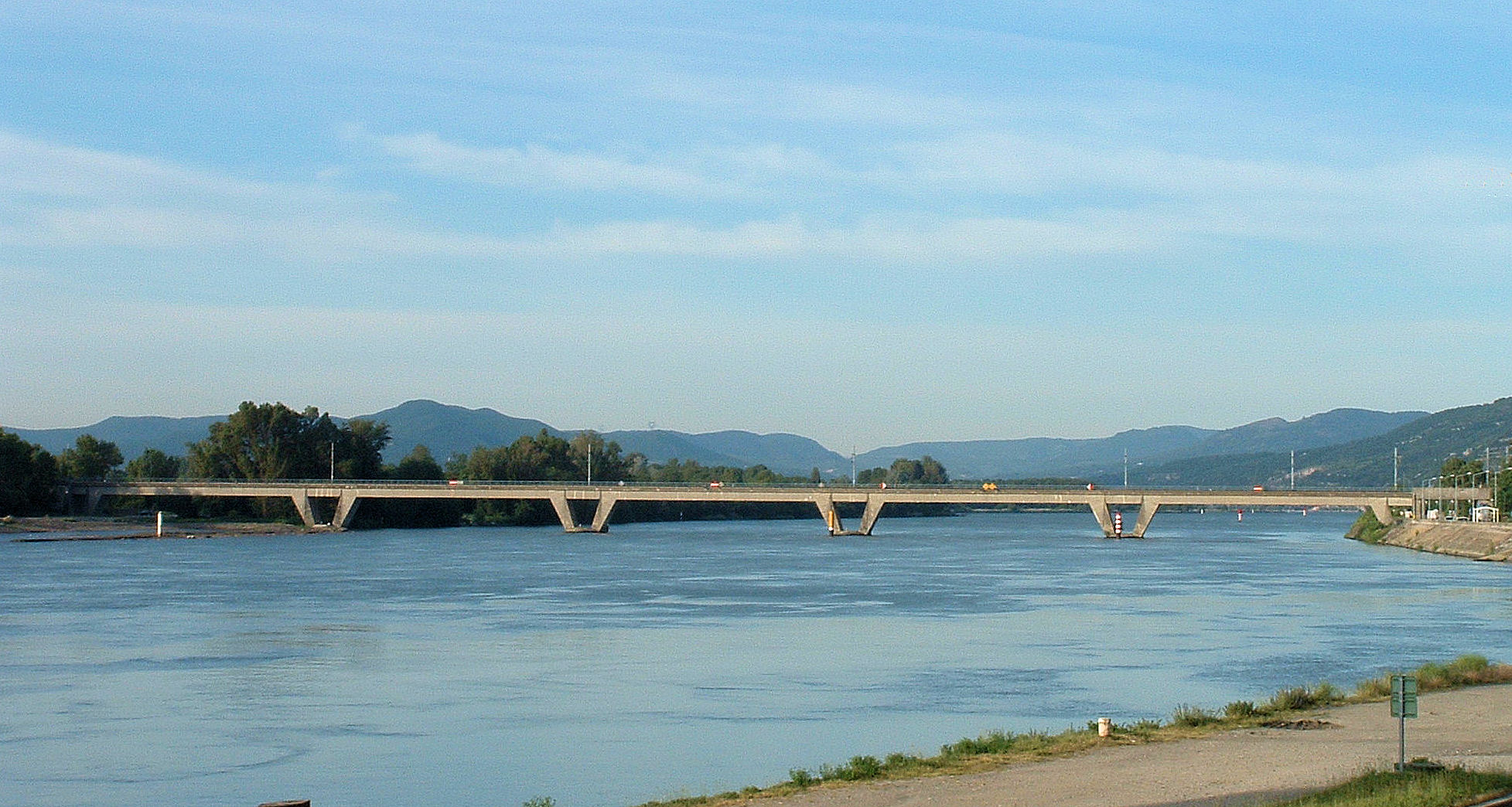
le viaduc de la Voulte en 2005

Après la fin de la Seconde guerre mondiale, la décision de reconstruire un pont est prise par le ministère chargé des transports. Les établissements Boussiron remportent le concours sur une variante permettant d’éviter de construire de cintres dans la vallée du Rhône où souffle le Mistral. La construction s’est faite entre 1952 et 1955. sur les plans de l'ingénieur, Nicolas Esquillan,.
Il s'agit du premier grand pont de chemin de fer français en béton précontraint (1953 - 1955), et le plus long du monde à l’époque, long de 300 mètres et comprenant cinq travées de 56 mètres. Ce procédé de construction du pont prit en France le nom de « BBR B » du nom de l'entreprise Boussiron.
L'exécution s'est déroulée à partir de la rive droite du Rhône en direction de la rive gauche avec la répétition de cinq cycles identiques, travée par travée, selon ce processus :
1. construction des béquilles au moyen d'un échafaudage vertical et de haubans de retenues des coffrages ;
2. construction des travées par voussoirs de 2,75 mètres de longueur;
3. réglage du portique en arc à trois articulations ;
4. blocage de l'articulation provisoire par remplissage du joint et mise en tension des câbles ;
5. vérification de la tension définitive des câbles de précontraintes dans l'ensemble de l'ouvrage ;
6. exécution des ouvrages secondaires sur la route nationale 86 (en rive droite).

## Protection
Le pont figure sur la liste Label du patrimoine du XXe siècle pour la région Auvergne-Rhône-Alpes depuis 2003.